# فرنسيس إي. لو
فرنسيس إي. لو (بالإنجليزية: Francis E. Low) هو أستاذ جامعي وفيزيائي أمريكي، ولد في 27 أكتوبر 1921 في نيويورك في الولايات المتحدة، وتوفي في 16 فبراير 2007 في مقاطعة ديلاوير في الولايات المتحدة.